# Nehrebeczky Lujza
Nehrebeczky Lujza, Nehrebeczky Eszter (Budapest, 1978. január 16. –) magyar gyerekszínész.

## Életrajz
1984 és 1991 között a budapesti Irányi Dániel Általános Iskola, 1991-92-ben a Lauder Javne Zsidó Közösségi Óvoda, Általános Iskola, Gimnázium, Szakközépiskola és Alapfokú Művészetoktatási Intézmény, majd 1995 és 1998 között a szintén budapesti Greater Grace International School tanulója volt. 2001-től 2004-ig az Asbury College-on tanult Wilmore-ban (Kentucky állam), az Amerikai Egyesült Államokban, majd a lexingtoni Bluegrass Community and Technical College, illetve ugyanott a Kentuckyi Egyetem hallgatója volt. Több filmben is feltűnt mint gyerekszínész, rádiójátékokhoz is kölcsönözte hangját, később dolgozott tolmácsként és fordítóként is.
Lexingtonban él párjával, Joy Hayesszel, akivel Connecticutban házasodtak össze.

## Filmográfia
Nehrebeczky Eszterként
- Gyerekrablás a Palánk utcában (1985) – Kondor Orsi
- Banánhéjkeringő (1987) – Huber Etus

Nehrebeczky Lujzaként
- Senkiföldje (1993)

## Hangjátékok, rádiójátékok
- Az arany róka – Grzes (1986)[5]
- Jónás könyve – egyik mesélő (Magyar Rádió, 1990)[6]
- A tizedik bolygó neve: Dávid (1991)[7]